# Междугорный
Междугорный — посёлок в Октябрьском районе Оренбургской области. Входит в состав Октябрьского сельсовета.

## История
В 1966 г. Указом Президиума ВС РСФСР поселок базы откормочного совхоза переименован в Междугорный.

## Население
| 2010 |
| ---- |
| 245  |